# 李辅仁
李辅仁（1919年6月—2024年10月5日），男，汉族，中华人民共和国中医学家，北京医院中医部主任、中央保建委员会成员，第十一届全国政协委员。

## 生平
2008年，当选第十一届全国政协委员，代表医药卫生界，分入第四十六组。